# Коцмыжув

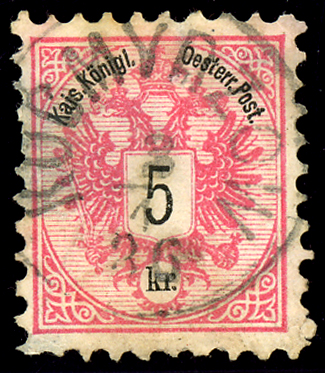
Почтовая марка с штемпелем Коцмыжув, 1886 год

Коцмы́жув (пол. Kocmyrzów) — село в Польше в сельской гмине Коцмыжув-Любожица Краковского повета Малопольского воеводства
Село располагается в 16 км от административного центра воеводства города Краков.

## История

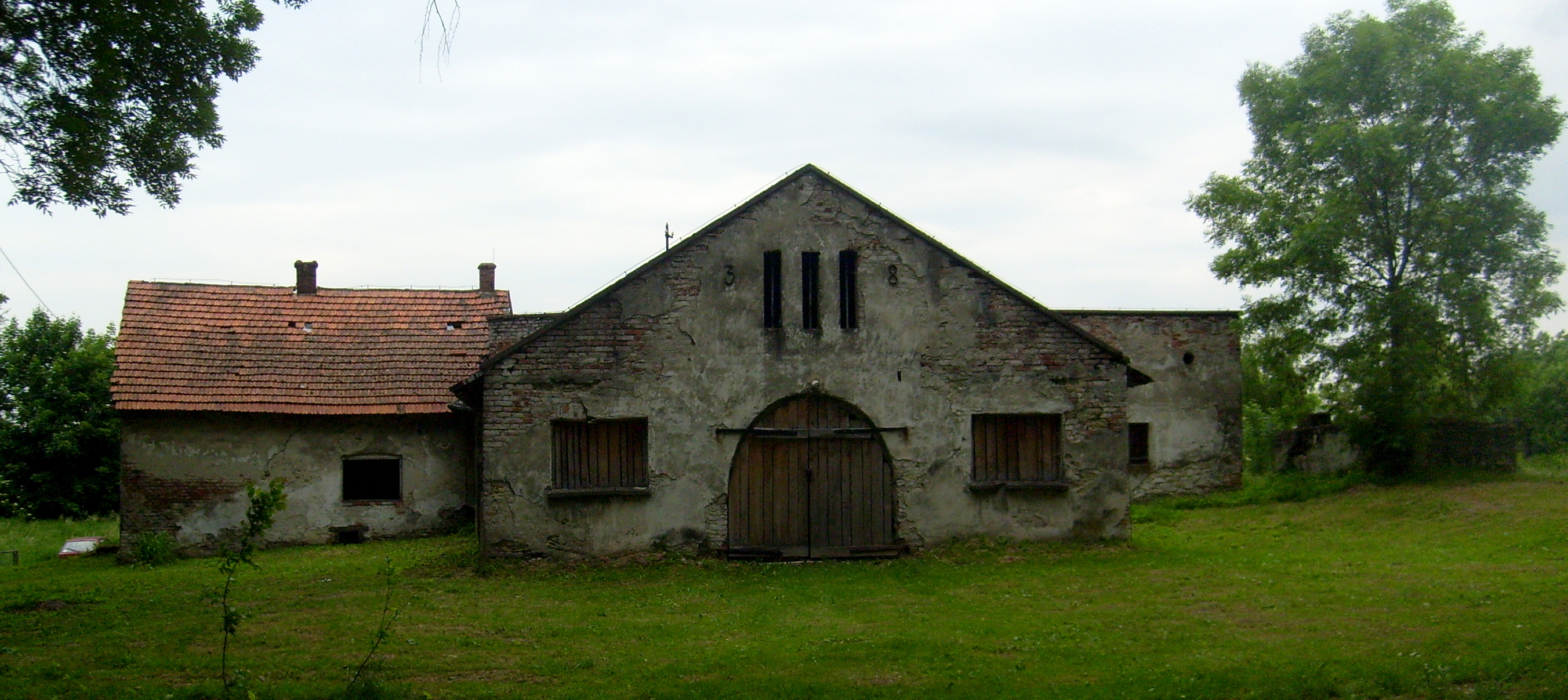
Коцмыжувская усадьба

В результате разделов Польши (1772—1795 гг.) Галиция вместе с Краковом была передана Габсбургской монархии. Коцмыжув в то время входил в административную единицу «Bezirkshauptmannschaft» с центром в Кракове и в селе было открыто собственное почтовое отделение.
В 1899 году в Коцмыжуве находилась небольшая одноимённая железнодорожная станция на линии Краков-Варшава. В 1949 году от этой станции была построена узкоколейка, которая соединяла село с населёнными пунктами Харшницы, Енджеёво и Шуцин. Сообщение по узкоколейной дороге прекратилось в 90-е годы XX столетия. В 2006 году станция Коцмыжув была ликвидирована и в начале 2010 здание железнодорожной станции было разобрано. На месте бывшей станции была построена воеводская дорога № 776 Краков-Прошовице.
В 1975—1998 годах село входило в состав Краковского воеводства.

## Население
По состоянию на 2013 год в селе проживало 1004 человек.
| 2010 | 2013 |
| ---- | ---- |
| 959  | 1004 |

| Перепись  | Всего   | Всего | Женщины | Женщины | Мужчины | Мужчины |
| --------- | ------- | ----- | ------- | ------- | ------- | ------- |
| Единицы   | человек | %     | человек | %       | человек | %       |
| Население | 1004    | 100   | 506     |         | 500     |         |

## Достопримечательности
- Усадьба в Коцмыжуве — памятник культуры Малопольского воеводства[3].
- Воинский некрополь времён Первой мировой войны.